# (869) Меллена
(869) Меллена (лат. Mellena) — астероид главного пояса астероидов, принадлежащий к спектральному классу С. Астероид был открыт 9 мая 1917 года немецким астрономом Рихардом Шорром в Гамбургской обсерватории в немецком городе Бергедорф и назван в честь бывшего мэра Гамбурга Вернера фон Мелле, который внёс большой вклад в создание Гамбургского университета.
Это первый астероид, который был открыт Рихардом Шорром.
10 мая 1917 года Максом Вольфом в Гейдельбергской обсерватории было проведено независимое открытие.